# Цианамид
Цианамид — химическое вещество, применяемое в лечении алкоголизма в качестве водного раствора, лекарственная форма — капли для приема внутрь.

### Таутомеры и самоконденсация
Поскольку цианамид содержит как нуклеофильную, так и электрофильную группы, он может реагировать сам с собой. Он существует в виде двух таутомеров, один из которых (NC)NH2 а другой HNCNH («диимидный» таутомер). Преобладающий формой является (NC)NH2, но в некоторых реакциях (например, силилирование) значительную роль играет форма диимида.
Цианамид димеризуется, образуя 2-цианогуанидин. Эта реакция подавляется в кислой среде и при низких температурах. Тримеризуясь, образует меламин.

### Синтез, реакции и промышленное использование
Основной способ промышленного получения — гидролиз цианамида кальция, который, в свою очередь, получают из карбида кальция по реакции Франка-Каро.
CaCN2 + H2O + CO2 → CaCO3 + H2NCN
Превращение проводится в водной суспензии. В связи с этим большая часть коммерческого цианамида продается в виде водного раствора.
Основная реакция, в которую вступает цианамид, — это реакция со слабыми кислотами. Вода, сероводород, и селеноводород реагируют с цианамидом, давая мочевину, тиомочевину, и селеномочевину.
H2NCN + H2E → H2NC(E)NH2 (E = O, S, Se)
Таким образом, цианамид проявляет себя как дегидратирующий агент и, следовательно, может вызывать реакции конденсации. Спирты, тиолы, и амины реагируют аналогично, образуя алкильные изомочевины, псевдо-тиомочевины и гуанидины. Противоязвенное лекарство циметидин синтезируется с использованием этого же принципа. Основанные на этом подходе реакции используют свойство бифункциональности цианамида для синтеза гетероциклов, в том числе являющихся основой для синтеза лекарственных препаратов, таких как иматиниб, и гербицидов амитрола и гексазинона. Лекарство от облысения миноксидил и противогельминтные препараты альбендазол, флубендазол и мебендазол содержат 2-аминоимдазольные группы, образованные из цианамида.

## Экология
Цианамид — прекрасное удобрение, поскольку гидролизуется до мочевины. Грибы, такие как Myrothecium verrucaria, ускоряют этот процесс, используя фермент цианамид гидратазу.

## Медицина
В РФ цианамид представлен препаратом Мидзо. Выпускавшийся ранее препарат Колме был исключен из государственного реестра лекарственных средств Минздравом РФ 31 мая 2017 года.
Выпускается в виде раствора для приема внутрь (60 мг/мл) во флаконах со встроенным дозатором по 15 мл (0,9 г в каждом флаконе; в 1 капле содержится 3 мг цианамида). Представляет собой прозрачный бесцветный раствор со слабым запахом уксусной кислоты.

### Фармакологические свойства
Действие препарата основано на блокаде фермента ацетальдегиддегидрогеназы, которая участвует в метаболизме этилового спирта. Это приводит к повышению концентрации метаболита этилового спирта, ацетальдегида, вызывающего отрицательные ощущения (приливы крови к лицу, тошноту, тахикардию, одышку и т. п.), которые делают чрезвычайно неприятным употребление алкоголя после приема препарата. Это приводит к условно-рефлекторному отвращению к вкусу и запаху спиртных напитков.
Сенсибилизационное действие цианамида проявляется раньше (примерно через 45—60 минут) и длится короче (около 12 часов), чем действие дисульфирама. Кроме того, в отличие от дисульфирама, он не обладает собственным гипотоническим эффектом, не накапливается в организме и не обладает нейро- и гепатотоксичностью.

### Реакция на алкоголь
При одновременном приеме с алкоголем появляются следующие симптомы: выраженная гиперемия кожных покровов, «пульсация» в голове и шее, тошнота, тахикардия, затруднение дыхания, слабость, нечеткость зрения, обильное потоотделение, боль в груди. В наиболее тяжелых случаях — рвота, снижение артериального давления, угнетение дыхания, коллаптоидное состояние. Характер и степень тяжести симптомов зависят от количества принятого алкоголя и препарата. В тяжелых случаях необходимо провести симптоматическую терапию, направленную на поддержание функций дыхательной и сердечно-сосудистой системы, внутривенное вливание антигистаминных препаратов.

### Показания к применению
Применяется для лечения больных хроническим алкоголизмом и профилактики рецидивов.

### Противопоказания
Тяжелые сердечные заболевания, заболевания дыхательных путей и почек со снижением функций, тяжелые заболевания печени, беременность, период грудного вскармливания, повышенная индивидуальная чувствительность к препарату.

### Побочное действие
Препарат, как правило, хорошо переносится, если не употребляется алкоголь. Иногда возможны усталость, сонливость, кожные высыпания, шум в ушах, транзиторный лейкоцитоз.

### Передозировка
Симптомы не описаны, возможно усиление побочного действия. В случае приема слишком больших доз препарата рекомендуется промыть желудок и назначить симптоматическое лечение, направленное на поддержание функций печени, дыхания и сердечно-сосудистой системы, также необходим контроль за показателем гематокрита и, в случае необходимости, переливание крови.

### Взаимодействие с другими лекарственными препаратами
Следует избегать назначения Цианамида вместе с метронидазолом, изониазидом, фенотоином и другими ингибиторами альдегида дегидрогеназы, которые могут усилить реакцию с алкоголем. После приема дисульфирама, перед назначением Цианамида, должен быть перерыв не менее 10 дней. Цианамид не совместим с препаратами альдегидной группы (паральдегид и продукты хлорала).